# Bánovecké syrečky
Bánovecké syrečky je sýr vyráběný v Rakousku, který byl do České republiky dovážený ze Slovenska. Prodáván byl v síti supermarketů a hypermarketů Albert, ve kterých tvořil konkurenci olomouckým tvarůžkům. Od těch se však odlišoval chutí i způsobem výroby.